# Millionen (Buch)
Millionen ist ein Jugendbuch des englischen Autors Frank Cottrell Boyce, das dieser 2004 veröffentlichte. Es wurde von Salah Naoura ins Deutsche übersetzt.

## Handlung
Der neunjährige Damian, Ich-Erzähler der Geschichte, leidet immer noch unter dem Tod seiner Mutter. Der Junge beschäftigt sich mit Heiligen und ihren Taten, deren Verhalten er nachzuahmen versucht, inklusive Eremitage und Kasteiung. Nicht nur, dass er sein gesamtes Verhalten an den Taten orientiert, er kann sich auch mit ihnen unterhalten. Sein älterer und pragmatischer Bruder Anthony hingegen ist fasziniert von der unmittelbar bevorstehenden Einführung des Euros und stets auf der Suche nach einer guten Investition.
Am 14. November 2003 fällt aus einem vorbeifahrenden Zug ein Koffer mit 229.370 Pfund Sterling direkt vor Damians Füße. Damian, der hierin ein Zeichen Gottes erkennt, weiht seinen Bruder ein. Dieser überzeugt ihn, dass sie das Geld ruhig behalten können, da es sowieso zur Verbrennung vorgesehen ist. Außerdem wäre ihr Vater nur gezwungen, das Geld zu versteuern.
Da das Pfund nur noch 17 Tage Gültigkeit besitzt, haben die beiden nun nur noch 17 Tage Zeit, das Geld auszugeben, da die Euroumstellung am 1. Dezember stattfindet. Während sie zunächst ihre Mitschüler bezahlten, ihnen das Essen an den Tisch zu holen und sie mit ihren Fahrrädern zur Schule zu fahren, kaufen sie sich folgend Sachen wie Kabelanschluss, Walkie-Talkie-Armbanduhren und andere Sachen, die ihnen kaum dabei helfen, das Geld loszuwerden. Außerdem bekommt Damian zunehmend ein schlechtes Gewissen dabei, das Geld nicht für die guten Taten auszugeben, wie es die Heiligen taten.
Er kauft alle Vögel einer Tierhandlung und lässt sie frei, wie es der heilige Franz von Assisi tat. Er lädt für 175 Pfund Obdachlose zum Essen ein und spendet 6000 Pfund der Kirche Jesu Christi der Heiligen der Letzten Tage. Nur kauften die Sektenmitglieder davon Elektronik-Geräte wie Mikrowelle, DVD-Rekorder und Plasma-Fernseher. Als er in der Schule 3000 Pfund für eine wohltätige Organisation spendet, die Brunnen in der Wüste bohrt, geraten beide Jungen in Erklärungsnot. Anthony ist gezwungen, eine waghalsige Lüge nach der nächsten zu erfinden. Außerdem erfährt er, dass das Geld aus einem Raub stammt, und glaubt, dass die Täter auf der Suche nach ihrer Beute sind. Er glaubt deshalb, dass jeder in ihrer Umgebung ein potentieller Räuber ist, so auch Dorothy, die Sammlerin der Wohltätigkeitsorganisation, die bei ihnen zuhause auftaucht und mit der sich ihr Vater anfreundet.
Schließlich geraten beide derart unter Druck, dass sie ihren Vater einweihen müssen. Zu ihrer Überraschung beschließt er, das Geld zu behalten. Als aber ein zwielichtiger angeblicher Eigentümer auftaucht und immer mehr Menschen zu ihnen kommen und um Geld bitten, wird Damian das Chaos zu viel und er verbrennt den größten Teil des Geldes. Dabei hat er eine Vision von seiner Mutter, die ihm erklärt, dass alles gut wäre und er ihr größtes Wunder. Über die Verwendung des übrig gebliebenen Geldes lässt sein Vater Damian – und nicht Anthony – bestimmen, sodass es dafür verwendet wird, vierzehn Brunnen in Nigeria zu bauen.

## Auszeichnungen
- 2004: LUCHS als „Bestes Buch des Jahres 2004“
- 2004: Carnegie Medal
- 2004: aufgeführt in Die besten 7 Bücher für junge Leser

## Verfilmung
2004 verfilmte Danny Boyle das Drehbuch des Autors Frank Cottrell Boyce als vielgelobten Kinofilm unter dem Titel Millions.